# Задача про вовка, козу і капусту
Задача про вовка, козу і капусту — логічна гра, яка ілюструє класичну проблему в області штучного інтелекту з пошуку рішення, яке задоволення системі обмежень.
З одного берега на іншій фермер має перевезти човном вовка, козу і капусту. Човен витримує лише човняра і одного «пасажира». Одночасно не можна залишати разом на березі вовка і козу, козу і капусту. Можна здійснювати  скільки завгодно рейсів.

## Історія і варіації
Загадка є однією з низки головоломок про переправу, де об'єктом є набір елементів, а перехід через річку залежить від різних обмежень.
У самих ранніх відомих варіантах цієї проблеми, у середньовічному рукописі Propositiones ad Acuendos Juvenes, існують три об'єкти: вовк, коза і капуста. Також існують інші варіації головоломки, такі як лисиця, гусак і мішок зерна; вовк, вівця і капуста; лис, курка і хліб; лисиця, гусак і кукурудза; fox, goose and corn пантера, свиня, і каша. Логіка головоломки, в якій є три об'єкти, A, B, C і, такі, що ні А і В, ні B і C не можна залишити разом, залишається тією ж.
Головоломка була знайдена в фольклорі таких країн, як у Камерун, Кабо-Верде, Данія, Ефіопія, Гана, Італія, Румунія, Шотландія, Судан, Уганда, Замбія і Зімбабве. Головоломка отримала порядковий номер H506.3 у класифікації Томсона в категорії народної літератури, і АТО1579 в системі Аарне-Томпсона-Утера.
Загадка була фаворитом Льюїса Керролла, і була перевидана в різних колекціях рекреаційної математик.
В деяких частинах Африки були виявлені варіації на загадку, в яких судно може перевозити два об'єкти, а не тільки один. Коли головоломка ослаблена таким чином, то можна ввести додаткові обмеження, що немає двох елементів, у тому числі і С, котрих можна залишити разом.

### Японська версія
Потрібно перевезти сім'ю з шести чоловік і поліцейського з бандитом на інший берег річки на плоту. Проте одночасно на пліт поміщаються тільки дві людини (Уточнення: один з яких повинен бути дорослим), мама, залишившись без тата, б'є хлопчиків, тато — дівчаток. А бандит (уточнення: за відсутності поліцейського) б'є всіх.

## Розв'язок
Спочатку фермер перевозить козу (вовк капусти не з'їсть), а потім повертається і забирає вовка. Щоб вовк не з'їв кози, фермер забирає її і повертається по капусту. Залишивши козу, він перевозить капусту, а потім повертається по козу.
1. перевезти козу туди;
2. повернутися назад;
3. перевезти капусту туди;
4. перевезти козу назад;
5. перевезти вовка туди;
6. повернутися назад;
7. перевезти козу туди;

## Розв'язок у Lisp (пошук вшир)
```
 

(
defun
 
is_in
 
(
k
 
lst
)

  
(
cond

   
(
 
(
NULL
 
lst
)
 
NIL
)

   
(
 
(
eql
 
k
 
(
car
 
lst
))
 
T
)

   
(
 
1
 
(
is_in
 
k
 
(
cdr
 
lst
))
 
)

  
)

)

(
defun
 
remove
 
(
k
 
lst
)

 
(
cond

  
((
NULL
 
lst
)
 
NIL
)

  
((
eql
 
k
 
(
car
 
lst
))
 
(
remove
 
k
 
(
cdr
 
lst
))
 
)

  
(
 
1
 
(
cons
 
(
car
 
lst
)
 
(
remove
 
k
 
(
cdr
 
lst
)))
 
)

 
)

)

(
defun
 
is_ok
 
(
lst
)

 
(
cond

  
(
 
(
NULL
 
lst
)
 
T
 
)

  
(
 
(
is_in
 
'man
 
lst
)
 
T
 
)

  
(
 
(
and
 
(
is_in
 
'goat
 
lst
)
 
(
is_in
 
'cabbage
 
lst
))
 
NIL
)

  
(
 
(
and
 
(
is_in
 
'wolf
 
lst
)
 
(
is_in
 
'goat
 
lst
))
 
NIL
)

  
(
 
1
 
T
)

 
)

)

(
defun
 
move
 
(
k
)

 
(
cond

  
(
 
(
eql
 
k
 
'man
)

    
(
cond

     
((
is_in
 
'man
 
left
)
 
(
setq
 
left
 
(
remove
 
'man
 
left
))
 
(
setq
 
right
 
(
cons
 
'man
 
right
))
?
 
T
)

     
((
is_in
 
'man
 
right
)
 
(
setq
 
right
 
(
remove
 
'man
 
right
))
 
(
setq
 
left
 
(
cons
 
'man
 
left
))
 
T
)

    
)

  
)

  
(
 
(
and
 
(
is_in
 
k
 
left
)
 
(
is_in
 
'man
 
left
))
 
(
setq
 
left
 
(
remove
 
'man
 
(
remove
 
k
 
left
)))
 
(
setq
 
right
 
(
cons
 
'man
 
(
cons
 
k
 
right
)))
 
T
 
)

  
(
 
(
and
 
(
is_in
 
k
 
right
)
 
(
is_in
 
'man
 
right
))
 
(
setq
 
right
 
(
remove
 
'man
 
(
remove
 
k
 
right
)))
 
(
setq
 
left
 
(
cons
 
'man
 
(
cons
 
k
 
left
)))
 
T
 
)

  
(
 
1
 
NIL
)

 
)

)

(
defun
 
perevoz
()

 
(
setq
 
p
 
(
car
 
way
))

 
(
setq
 
way
 
(
cdr
 
way
))

 
(
setq
 
left
 
(
car
 
(
cdr
 
p
)))

 
(
setq
 
right
 
(
car
 
(
cddr
 
p
)))

 
(
setq
 
k
 
(
car
 
p
))

 
(
cond
 
((
eql
 
(
length
 
right
)
 
4
)
 
(
print
 
p
)
 
(
return
)))

 
(
cond

   
(
 
(
and
 
(
is_ok
 
left
)
 
(
is_ok
 
right
))

     
(
cond
 
((
and
 
(
neql
 
(
car
(
last
 
k
))
 
'goat
)
 
(
move
 
'goat
))
 
(
setq
 
way
 
(
append
 
way
 
(
list
 
(
list
 
(
append
 
k
 
(
list
 
'goat
))
 
left
 
right
))))
 
(
move
 
'goat
)))

     
(
cond
 
((
and
 
(
neql
 
(
car
(
last
 
k
))
 
'wolf
)
 
(
move
 
'wolf
))
 
(
setq
 
way
 
(
append
 
way
 
(
list
 
(
list
 
(
append
 
k
 
(
list
 
'wolf
))
 
left
 
right
))))
 
(
move
 
'wolf
)))

     
(
cond
 
((
and
 
(
neql
 
(
car
(
last
 
k
))
 
'cabbage
)
 
(
move
 
'cabbage
))
 
(
setq
 
way
 
(
append
 
way
 
(
list
 
(
list
 
(
append
 
k
 
(
list
 
'cabbage
))
 
left
 
right
))))(
move
 
'cabbage
)))

     
(
cond
 
((
and
 
(
neql
 
(
car
(
last
 
k
))
 
'man
)
 
(
move
 
'man
))
 
(
setq
 
way
 
(
append
 
way
 
(
list
 
(
list
 
(
append
 
k
 
(
list
 
'man
))
 
left
 
right
))))(
move
 
'man
)))

   
)

 
)

 
(
perevoz
)

)

(
defun
 
solve
 
()

   
(
setq
 
way
 
nil
)

 

   
(
setq
 
left
 
'
(
goat
 
cabbage
 
wolf
 
man
))

   
(
setq
 
right
 
NIL
)

   
(
move
 
'goat
)

   
(
setq
 
way
 
(
append
 
way
 
(
list
 
(
list
 
(
list
 
'goat
)
 
left
 
right
))))

   
(
setq
 
left
 
'
(
goat
 
cabbage
 
wolf
 
man
))

   
(
setq
 
right
 
NIL
)

   
(
move
 
'wolf
)

   
(
setq
 
way
 
(
append
 
way
 
(
list
 
(
list
 
(
list
 
'wolf
)
 
left
 
right
))))

 

   
(
setq
 
left
 
'
(
goat
 
cabbage
 
wolf
 
man
))

   
(
setq
 
right
 
NIL
)

   
(
move
 
'cabbage
)

   
(
setq
 
way
 
(
append
 
way
 
(
list
 
(
list
 
(
list
 
'cabbage
)
 
left
 
right
))))

   
(
setq
 
right
 
NIL
)

   
(
setq
 
left
 
NIL
)

   
(
perevoz
)

)

```